# ERPNext
ERPNext (Enterprise Resource Planning) là một giải pháp hoạch định nguồn lực doanh nghiệp mã nguồn mở và miễn phí được phát triển bởi Frappe Technologies, một công ty phần mềm hàng đầu Ấn Độ. ERPNext được xây dựng trên hệ thống cơ sở dữ liệu MariaDB, khung Frappe và dựa trên ngôn ngữ lập trình Python.
ERPNext là một giải pháp ERP toàn diện giúp quản lý từ sản xuất, bán hàng, marketing, tài chính, nhân sự đến quản lý kho, kế hoạch sản xuất,... và có thể tùy chỉnh theo nhu cầu cụ thể của từng doanh nghiệp.
ERPNext được xem là một giải pháp có thể thay thế hệ thống ERP khác như NetSuite, Odoo, Openbravo. Theo Gartner, ERPNext nằm trong TOP 5 hệ thống ERP thân thiện với người dùng 3 năm liên tiếp (2017, 2018, 2019).

## Các module có trong ERPNext
- Kế toán tài chính
- Bán hàng
- Mua hàng
- Kho hàng
- Sản xuất
- CRM
- Tài sản thiết bị
- Công việc dự án
- Nhân sự & Tiền lương
- Website & Ecommerce
- HelpDesk & Hỗ trợ
- Đào tạo & Học tập

## Module tính năng cho doanh nghiệp lĩnh vực:
- Sản xuất
- Phân phối
- Bán lẻ
- Giáo dục
- Ecommerce
- Xây dựng
- Dịch vụ

## Phần mềm SAAS
ERPNext có sẵn trên cả dịch vụ lưu trữ của người dùng và dưới dạng Phần mềm dưới dạng dịch vụ (SaaS) từ trang web của họ.  Sản phẩm cũng nhận được khoản tài trợ 10 crore INR (1,3 triệu USD) từ Zerodha và Rainmatter vào tháng 6 năm 2022.
1. ↑  ERPNext releases page
2. ↑  "Enterprise resource planning", Wikipedia (bằng tiếng Anh), ngày 5 tháng 3 năm 2024, truy cập ngày 8 tháng 3 năm 2024